# Europejska Nagroda Muzyczna MTV dla najlepszego wykonawcy rap
Europejska Nagroda Muzyczna MTV dla najlepszego wykonawcy rap – nagroda przyznawana przez redakcję MTV Europe podczas corocznego rozdania MTV Europe Music Awards. Nagrodę dla najlepszego wykonawcy rap po raz pierwszy przyznano w 1997 r. Od 1999 r. nagroda zastąpiona została nagrodą dla najlepszego wykonawcy hip-hop. O zwycięstwie decydowali widzowie za pomocą głosowania internetowego i telefonicznego (smsowego).

## Zwycięzcy i nominowani

### 1997
- Will Smith
  - Blackstreet
  - Coolio
  - Puff Daddy
  - The Notorious B.I.G.

### 1998
- The Beastie Boys
  - Puff Daddy
  - Missy Elliott
  - Pras
  - Busta Rhymes